# Ярости
Ярости (пол. Jarosty) — село в Польщі, у гміні Мощениця Пйотрковського повіту Лодзинського воєводства.
Населення — 560 осіб (2011).
У 1975-1998 роках село належало до Пйотрковського воєводства.

## Демографія
Демографічна структура станом на 31 березня 2011 року:
|          | Загалом | Допрацездатний вік | Працездатний вік | Постпрацездатний вік |
| -------- | ------- | ------------------ | ---------------- | -------------------- |
| Чоловіки | 280     | 64                 | 191              | 25                   |
| Жінки    | 280     | 57                 | 165              | 58                   |
| Разом    | 560     | 121                | 356              | 83                   |